# Umbelopsis versiformis
Umbelopsis versiformis är en svampart som beskrevs av Amos & H.L. Barnett 1966. Umbelopsis versiformis ingår i släktet Umbelopsis och familjen Umbelopsidaceae.   Inga underarter finns listade i Catalogue of Life.